# Девин (Бугарска)
Девин (буг. Девин) град је у Републици Бугарској, у јужном делу земље, седиште истоимене општине Девин у оквиру Смољанске области.

## Географија
Положај: Девин се налази у јужном делу Бугарске. Од престонице Софије град је удаљен 205 km југоисточно, а од обласног средишта, Смољана град је удаљен 45 km северозападно.
Рељеф: Област Девина се налази у области средишњег дела планинског ланца Родопа. Град се сместио у невеликом проширењу долине Ваче, на приближно готово 720 метара надморске висине.
Клима: Због знатне надморске висине клима у Девину је оштрији облик континенталне климе са планинским утицајима.
Воде: Кроз Девин протиче река Вача горњим делом свог тока.

## Историја
Област Девина је првобитно било насељено Трачанима, а после њих овом облашћу владају стари Рим и Византија. Јужни Словени ово подручје насељавају у 7. веку. Од 9. века до 1373. године област је била у саставу средњовековне Бугарске.
Крајем 14. века област Девина је пала под власт Османлија, који владају облашћу 5 векова. Током османске владавине месно бугарско становништво је исламизовано.
1912. године град је постао део савремене бугарске државе. Насеље постоје убрзо средиште окупљања за села у околини, са више јавних установа и трговиштем.

## Становништво
По проценама из 2010. године Девин је имао око 7.000 становника. Огромна већина градског становништва су етнички Бугари, већином муслимански Помаци. Остатак су махом Роми. Последњих две деценије град има сталан пад становништва због удаљености од главних токова развоја у држави.
Претежан вероисповест месног становништва је ислам, а мањинска православље.

## Галерија
- Средиште Девина
- Градска џамија